# Nert
Le Nert est une rivière du sud-ouest de la France qui coule dans le département de l'Ariège. C'est un affluent du Salat en rive gauche, c'est-à-dire un sous-affluent de la Garonne.

## Géographie
De 14 km de longueur, le Nert prend sa source en Ariège, dans les Pyrénées, sur la commune de Rivèrenert, et se jette dans le Salat en rive gauche, à Encourtiech, à aval de Lacourt.

## Département et communes traversés
- Ariège : Encourtiech, Lacourt, Rivèrenert

## Principaux affluents
- Ruisseau de Fontaine Sainte : 1,7 km
- Ruisseau de la Coume d'Engat : 1,7 km
- Ruisseau de Rougé : 2,2 km
- Ruisseau d'Illas : 3,5 km
- Ruisseau des Touasses : 1,8 km